# PFC Neftochimic Burgas
El Neftochimic (en búlgaro: Нефтохимик) es un equipo de fútbol de Bulgaria que juega en la B PFG, la segunda liga de fútbol más importante del país.

## Historia
El 6 de julio del 2009 el Naftex Burgas deja de existir, y al día siguiente un equipo aficionado llamado Athletic cambió su nombre por el de Neftochimic 1986, llamándose propietarios y sucesores del desaparecido equipo, apareciendo a nivel profesional en el año 2011.

## Palmarés
- B PFG: 1

2012/13